# Strobe Talbott
Nelson Strobridge Talbott III, né le 25 avril 1946, est un analyste américain de politique étrangère, spécialisé dans la Russie. Il est associé au magazine Time, et est un diplomate qui a servi en tant que Secrétaire d'État adjoint de 1994 à 2001. Il est président de la Brookings Institution de 2002 à 2017.

## Jeunesse et formation
Talbott est bé à Dayton, dans l'Ohio, de Helmen Josephine (Large) et de Nelson Strobridge « Bud » Talbott II. Il fréquente la Hotchkiss School (en) dans le Connecticut et est diplômé en 1948 de l'université Yale, où il est président du Yale Daily News (en), un poste précédemment occupé par Henry Luce, William F. Buckley ou encore Joe Lieberman. Il reçoit le prix Alpheus Henry Snow (en) de Yale. Il est également membre du programme Scholar of the House en 1967-1968, et appartient à une société de juniors et seniors appelée St. Anthony Hall (en). Il a également été élu au très exclusif Elizabethan Club (en). Il se lie d'amitié avec le futur président Bill Clinton lorsqu'ils sont tous deux titulaires de la Bourse Rhodes à l'université d'Oxford; pendant ses études, il traduit en anglais les mémoires de Nikita Khrouchtchev.

## Carrière

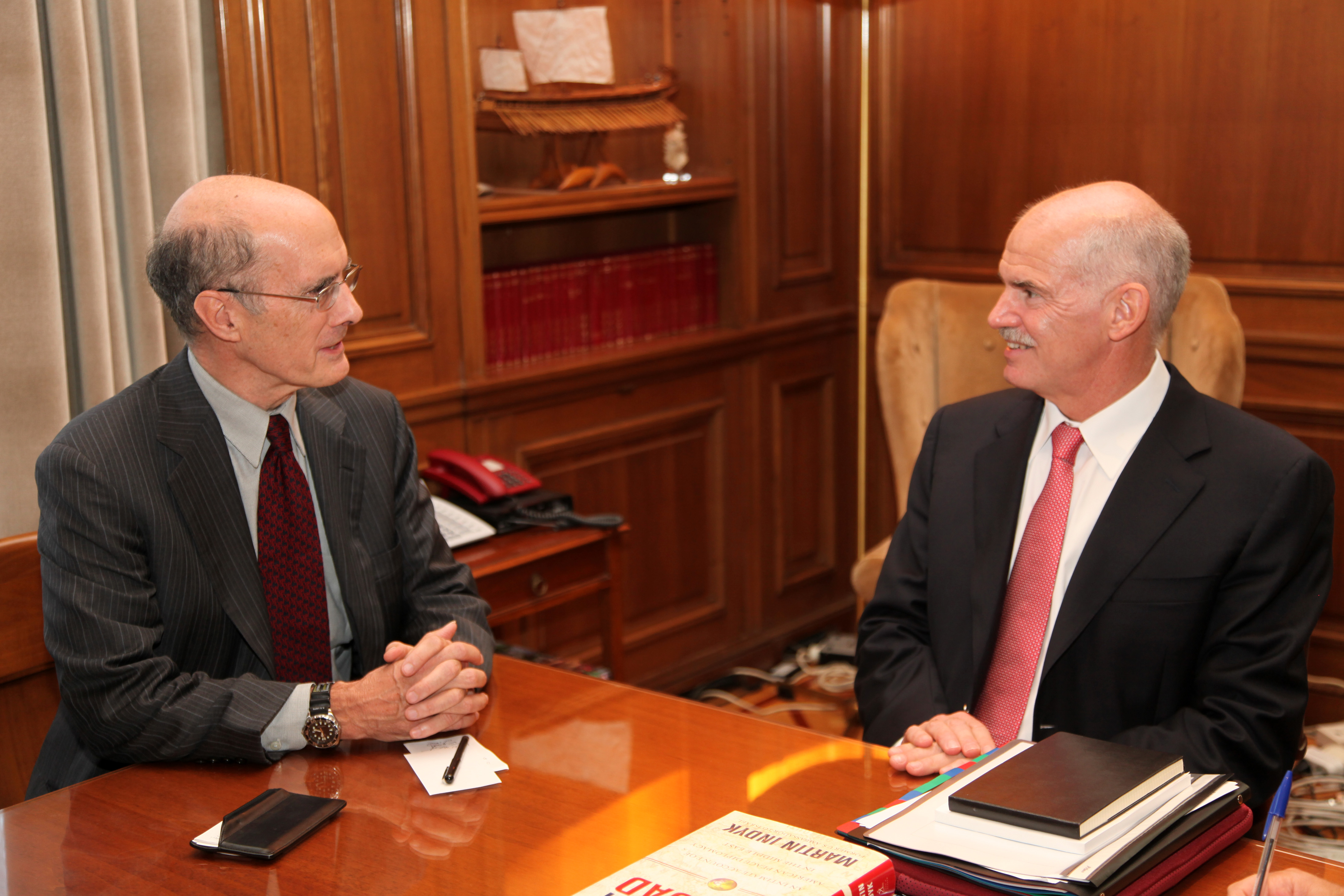
Talbott avec George Papandréou, Premier ministre grec, 2009

En 1972, Talbott, avec son camarade de Rhodes Robert Reich et son ami David E. Kendall (en), rallie ses amis Bill et Hillary Clinton afin de participer à la campagne texane visant à faire élire George McGovern à la présidence des États-Unis. Dans les années 1980, il est le principal correspondant de Time pour les relations américano-soviétiques, et son travail pour le magazine est cité dans les trois Overseas Press Club décernés au Time durant cette période. Talbott a également écrit plusieurs ouvrages sur le désarmement. Il traduit et édite Khrouchtchev se souvient : Le dernier testament (2 volumes, 1974) de Nikita Khrouchtchev.
Après l'élection de Bill Clinton à la présidence, Talbott entre au service du gouvernement américain. Il est nommé ambassadeur itinérant et conseiller spécial du Secrétaire d'État Warren Christopher pour les nouveaux États indépendants de 1993 à 1994, avec pour mission d'atténuer les conséquences de l'éclatement de l'Union soviétique. Il est ensuite nommé au deuxième poste le plus élevé du département d'État américain en tant que Secrétaire d'État adjoint de 1994 à 2001. Après avoir quitté le gouvernement, il est brièvement directeur du Yale Center for the Study of Globalization.

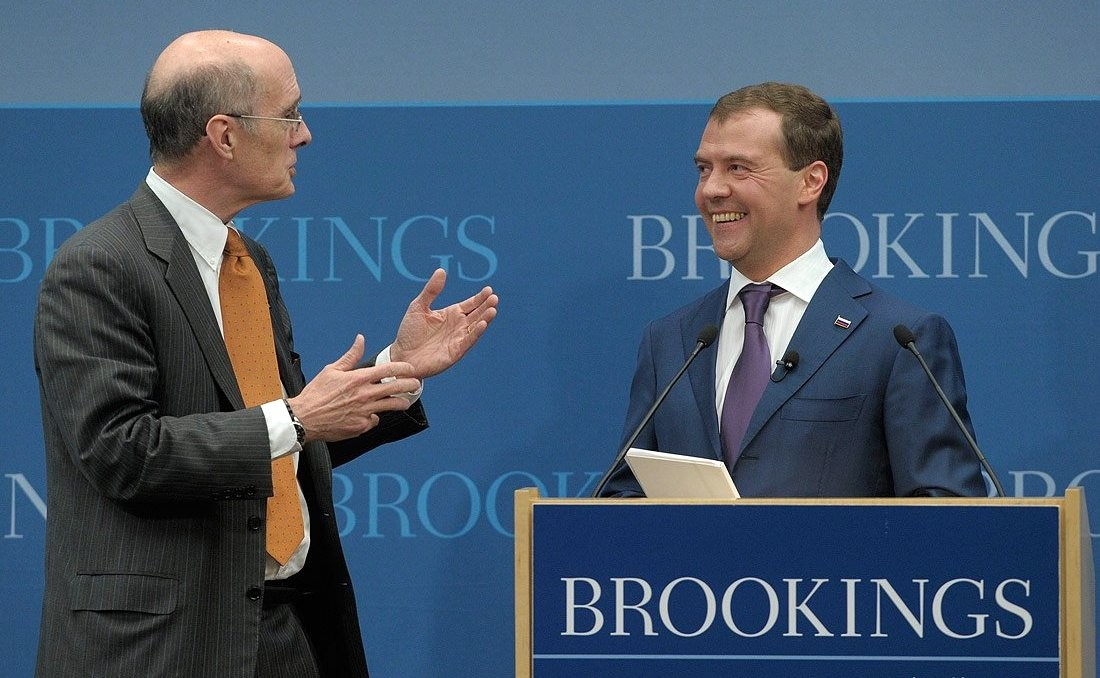
Talbott et le président russe Dmitri Medvedev lors de la visite de ce dernier aux États-Unis en avril 2010

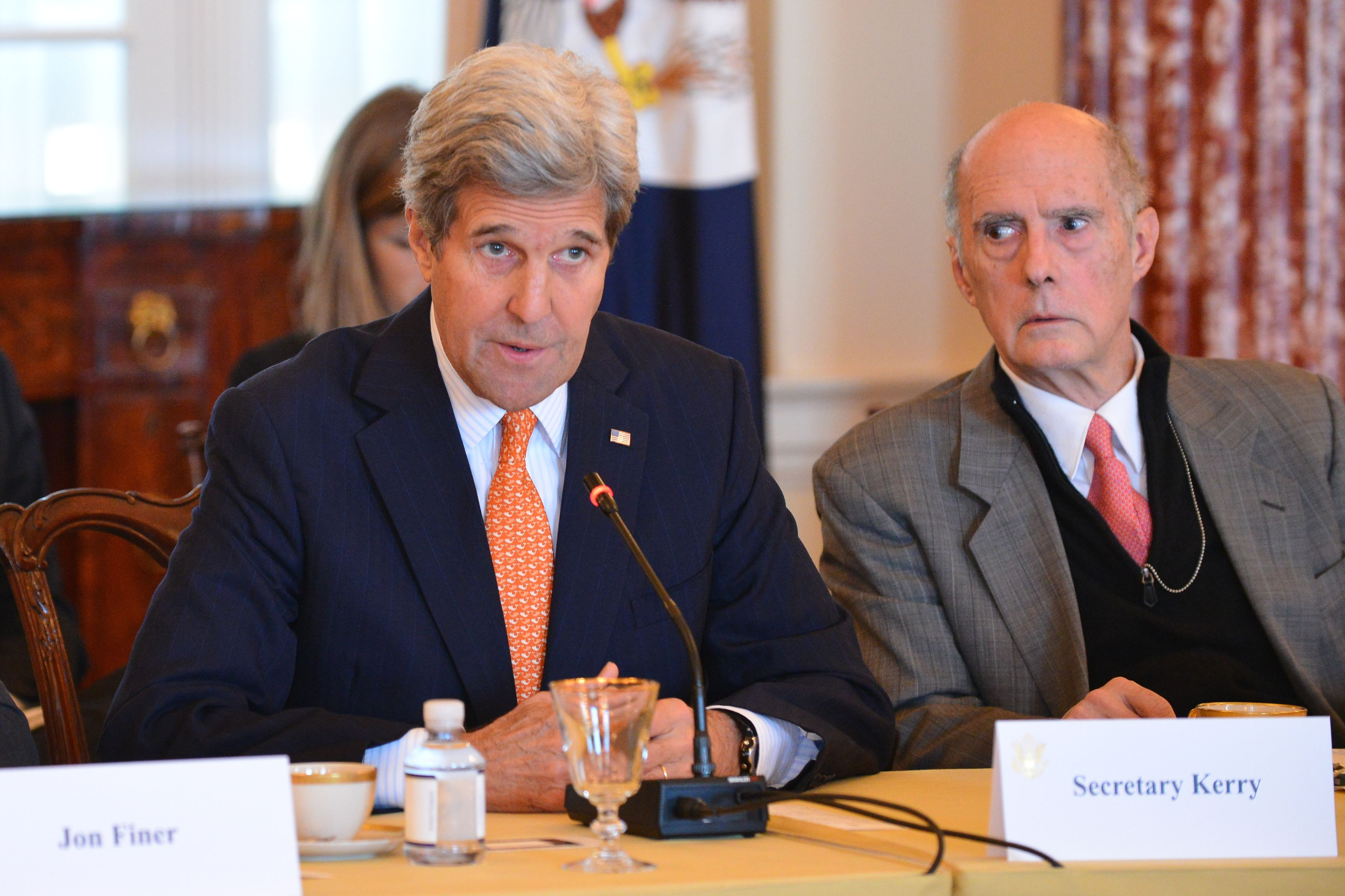
Talbott avec le Secrétaire d'État John Kerry en 2016

Talbott est le sixième président de la Brookings Institution à Washington de 2002 à 2017. Il contribue à collecter plus de 650 millions de dollars pour soutenir la recherche et l'analyse politique indépendante. À Brookings, il est chargé de formuler des politiques, de recommander des projets, d'approuver des publications et de sélectionner du personnel, en se concentrant sur l'Europe de l'Est, la Russie et le contrôle des armes nucléaires. Le 31 janvier 2017, Talbott annonce sa démission de la Brookings Institution. Il se rétracte ensuite, mais en octobre 2017, le général John R. Allen lui succède,.
En décembre 2011, Talbott reprend du service au sein du gouvernement en tant que président du Conseil d'orientation des affaires étrangères du département d'État américain. Il siège au conseil consultatif de l'organisation à  but non lucratif America Abroad Media à Washington et occupe des postes de direction dans d'autres organisations, telles que l'Institut Aspen et l'Académie américaine de diplomatie,.

## Famille
Talbott a épousé Brooke Shearer (en) en 1971. Il avait été le camarade de chambre de son frère Derek (en) à l'université. Brooke était l'assistante personnelle d'Hillary Clinton. Leur mariage a duré 38 ans, jusqu'à sa mort le 19 mai 2009 Talbott a deux fils, Devin (en) et Adrian, cofondateurs de la défunte Generation Engage (en). En 2015, il épouse Barbara Lazear Ascher.

## Citations
- « C'est la résistance de la Yougoslavie à des réformes politique et économique plus importante - et non le sort des Albanais du Kosovo (en) - qui explique le mieux les bombardements de l'OTAN sur ce pays »[17].
- « Au cours du prochain siècle, les nations telles que nous les connaissons seront obsolètes ; tous les États reconnaîtront une autorité unique et mondiale. La souveraineté nationale n'est finalement pas une si bonne idée ». (Time)[18]
- « Les Russes ont ouvert la voie à une diplomatie renouvelée. Depuis l'été dernier, le président Dmitri Medvedev appelle à une « nouvelle architecture de sécurité euro-atlantique ». Jusqu'à présent, M. Medvedev et M. Lavrov sont restés vagues sur ce qu'ils avaient en tête, à l'exception de vieilles plaintes et de l'affirmation inacceptable selon laquelle d'autres anciennes républiques soviétiques font partie de la « sphère d'intérêts privilégiés » de la Russie. Medvedev et Lavrov sont restés vagues quant à leurs intentions. Cela crée un vide que les États-Unis et leurs partenaires européens peuvent combler avec leurs propres propositions. Celles-ci devraient avoir pour thème l'accélération de l'émergence d'un système international (dont l'OTAN fait partie) prêt à inclure la Russie plutôt qu'à l'exclure ou à la contenir, et à encourager les forces positives en Russie qui veulent voir leur nation intégrée dans un monde globalisé organisé autour de la recherche de solutions communes à des problèmes communs ». (Financial Times)[19]
- « Nous savons déjà que le Kremlin a aidé à mettre Trump à la Maison-Blanche et l'a pris pour un pigeon... Trump a été de connivence avec une Russie hostile tout au long de sa présidence »[20].

## Récompenses et distinctions
- Grand officier de l'ordre des Trois Étoiles, Lettonie (2012)[21]
- Grand Cordon de l'Ordre du Soleil levant, Japon (2016)
- ordre de la Toison d'Or (Géorgie)

### Sources primaires
- Talbott, Strobe. Endgame: The inside story of SALT II (1980) online
- Talbott, Strobe. Deadly Gambits: The Reagan Administration and the Stalemate in Nuclear Arms Control (1984) online
- Talbott, Strobe. The Master of the Game: Paul Nitze and the Nuclear Peace (1988) online
- Talbott, Strobe. At the Highest Levels: The Inside Story of the End of the Cold War, avec Michael R. Beschloss, (1993) online
- Talbott, Strobe. The Russia Hand: A Memoir of Presidential Diplomacy (Random House, 2007). online
- Talbott, Strobe. The Great Experiment: The Story of Ancient Empires, Modern States, and the Quest for a Global Nation (2009) online
- Talbott, Strobe. Engaging India: Diplomacy, Democracy, and the Bomb (Brookings Institution Press, 2010). online